# Миссурийский компромисс

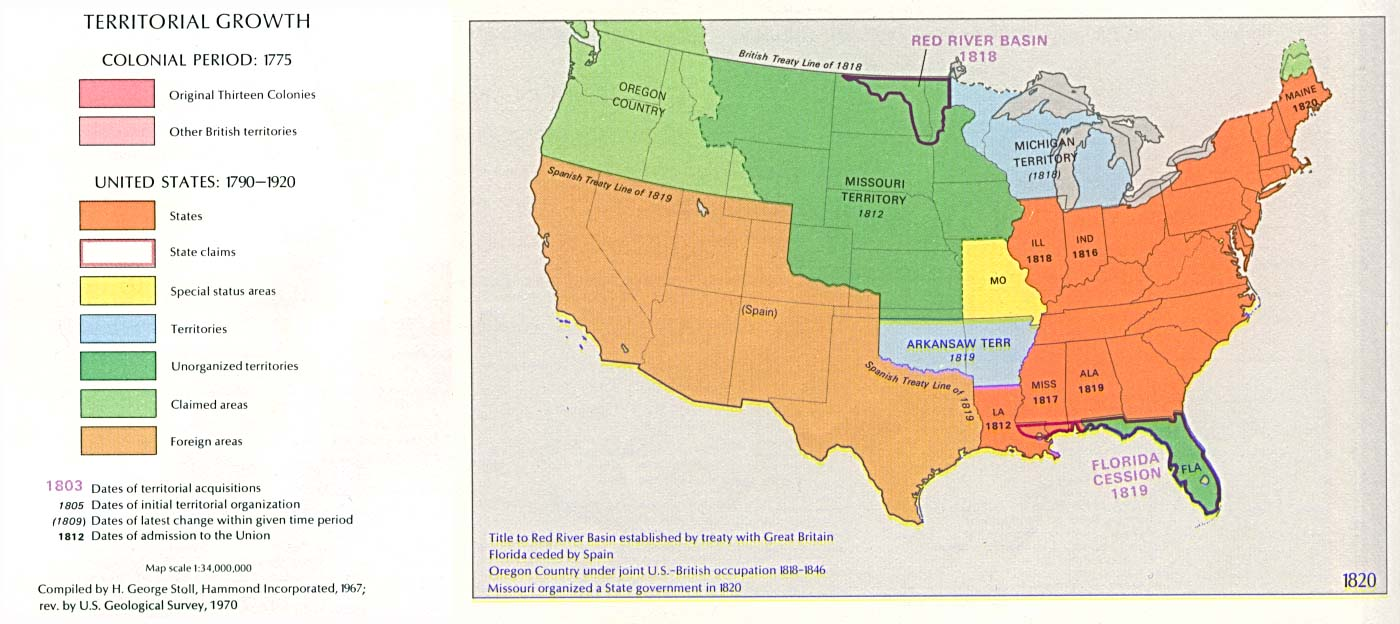
Соединённые Штаты в 1819 году. Миссурийский компромисс запрещал рабство на не организованных ещё в штаты территории Великих равнин (тёмно-зелёный) и разрешал его в Миссури (жёлтый) и территории Арканзаса (нижняя синяя область).

Миссурийский компромисс (англ. Missouri Compromise) или Компромисс 1820 года (англ. Compromise of 1820) — достигнутое в 1820 году соглашение между членами Конгресса США, в соответствии с которым штат Миссури был принят в Союз как рабовладельческий, а штат Мэн — как свободный от рабовладения.
В результате миссурийского компромисса область рабовладения расширилась: рабство запрещалось только севернее 36°30’ с. ш. и западнее р. Миссисипи. Было решено в дальнейшем принимать в Союз по 2 штата, из которых один должен быть свободным, а другой — рабовладельческим. Соглашение означало уступку фермерско-буржуазного Севера рабовладельческому Югу.
Миссурийский компромисс был отменён в 1854 году после принятия Акта Канзас-Небраска.

### Статьи
- Нечай С.Л. Президент Монро и споры о рабстве в Конгрессе США в 1819-1821 годах // Всеобщая история: современные исследования: Межвузовский сборник научных трудов.. — Брянск, 2013. — Вып. 22. — С. 74—88. Архивировано 23 мая 2017 года.
- Исаев С. А. Миссурийский компромисс, 1819—1821 // Американский ежегодник. − М.: Институт всеобщей истории РАН, 2007. − С. 72-89.